# Taber
Taber è una località (town) del Canada, situata nella provincia dell'Alberta, nella divisione No. 2.